# Hôtel de Montmorency-Luxembourg

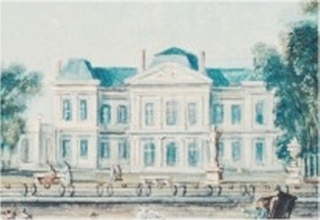
Hôtel de Montmorency-Luxembourg, Fassade, Anonym, um 1750

Das Hôtel de Montmorency-Luxembourg, früher Hôtel de Rivié (1704–1711), dann Hôtel de Maillebois (1711–1723), ist ein ehemaliges Hôtel particulier in  2. Arrondissement von Paris, dessen Eingang sich in der Rue Saint-Marc Nr. 10 befand und dessen Garten sich bis zum heutigen Boulevard Montmartre erstreckte. Es sind nur noch geringe Überreste erhalten. An seiner Stelle wurde 1929 ein Büro- und Wohngebäude errichtet.

## Geschichte

### 18. Jahrhundert
Das Hôtel wurde zwischen 1706 und 1710 von Pierre Cailleteau, genannt Lassurance für Thomas Rivié de Riquebourg (1653–1732) gebaut, der 1706 durch den Erwerb eines Amtes als Secrétaire du roi, maison ete couronne de France in den Adelsstand erhoben worden war. Nachdem er sich in Versailles niedergelassen hatte, übertrug er sein Hôtel 1711 dem Contrôleur général des finances Nicolas Desmarets de Maillebois. Dieser ließ die Gärten verschönern und mehrere Erweiterungen im Norden und Osten vornehmen.
Der Redner Germain Brice kritisiert das Hôtel de Rivié heftig: „Was alles entstellt, ist eine große Öffnung in der Mitte, die wie ein Kreuz angeordnet ist, ohne jedes Verhältnis zwischen Höhe und Breite, die sich verliert, indem sie als Muschel in der Mitte des Giebels endet, den sie auf sehr hässliche Weise verkrüppelt. Die Fassade zum Hof ist ungefähr auf die gleiche Weise geordnet; alles wirkt schwerfällig und verlegen; das große Tor zur Straße hat zwei Säulen auf jeder Seite, um eine architektonische Ordnung zu bilden, die so nachlässig behandelt wird, als wäre sie die erste, die jemals in Frankreich erschienen wäre.“ Édouard Fournier war jedoch ganz anderer Meinung: „Die Riesentür des Hôtel Desmarets, eines der Meisterwerke von Mansarts bestem Schüler Lassurance, dient heute als Eingang zur Passage des Panoramas, gegenüber der kleinen Rue de Montmorency“
Nach Desmarets’ Tod im Jahr 1721 verkauften seine Erben das Hôtel 1723 an Charles François II. de Montmorency-Luxembourg (1702–1764), Duc de Piney-Luxembourg und Duc de Montmorency, Prince d’Aigremont et de Tingry, Marschall von Frankreich im Jahr 1757 und Gouverneur der Normandie im Jahr 1726. Als Protektor von Jean-Jacques Rousseau empfing er diesen häufig in seinem Hôtel in der Rue Saint-Marc.
Im Auftrag des Marschalls Piney-Luxembourg erweiterte der Architekt Antoine Matthieu Le Carpentier (1709–1773), der damals am Anfang seiner Karriere stand, das Hôtel um ein Badeappartement, einen Salon und ein Esszimmer, das einen Pavillon zum Garten hin bildete und mit einem geschnitzten Dekor des Ornamentalisten Nicolas Pineau und einem Deckengemälde von Noël Hallé, das die „Vier Jahreszeiten“ in Form von Kinderspielen darstellt, geschmückt ist. Der große Salon ist ebenfalls mit Gemälden von Hallé und, laut Dulaure, von Charles-Joseph Natoire geschmückt.
Die Tochter des Marschalls von Piney-Luxembourg, Charlotte Françoise, heiratete 1767 ihren Cousin Anne Léon II. de Montmorency-Fosseux (1731–1799), der de iure uxoris zum Herzog von Montmorency wurde.
In den 1770er Jahren ließen sie im Garten des Hôtel auf der Seite des Boulevards von dem Architekten Pierre Rousseau, der zuvor das Chartrier (Archiv) des Hôtels eingerichtet hatte, einen Kiosk aus Gitterwerk im chinesischen Geschmack errichten. Rousseau war durch seinen Schwiegervater Nicolas Marie Potain in das Haus Montmorency eingeführt worden, der seinem Schwager Gabriel de Lestrade als Architekt der Familie nachgefolgt war und für sie unter anderem am Schloss Courtalain gearbeitet hatte. Vor 1780 ließen sie von dem Architekten Firmin Perlin eine neue Fassade zum Hof hin anfertigen, die laut Luc-Vincent Thiéry mit einer ionischen Kolossalordnung verziert war.
1782 wurde die kleine Rue de Montmorency oder Rue Nouvelle de Montmorency vom Duc de Montmorency gegenüber dem Eingang des Hôtels in der Rue Saint-Marc angelegt. Sie wurde später zur Rue des Panoramas.

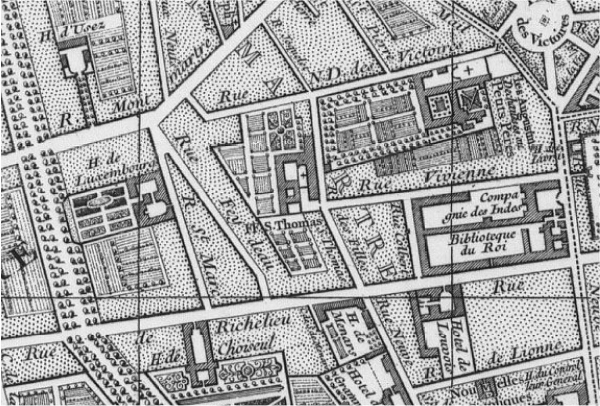
Das Quartier Vivienne in Paris, das das Hôtel de Montmorency-Luxembourg zeigt, auf einem Plan von Bernard Antoine Jaillot († 1749)

### Revolution und 19. Jahrhundert
Während der Französischen Revolution wurde das Hôtel als Emigrantengut beschlagnahmt und als Nationalgut verkauft. Im Jahr 1798 erwarb es der amerikanische Reeder James William Thayer teilweise mit Assignaten, die Frankreich als Entschädigung für die versehentliche Beschlagnahme eines seiner Schiffe nach der Belagerung von Toulon (1793) gegeben hatte.
In den Gärten des Hôtel lassen Thayer und seine Frau Henriette geb. Beck die Passage des Panoramas bauen, die erste Pariser Passage, die mitten durch das Hauptgebäude verläuft, wobei die Öffnung zur Rue Saint-Marc ganz einfach aus dem alten monumentalen Portal des Hôtel besteht. Zu beiden Seiten der Passage bauten sie im Garten die beiden Rotunden mit einem Durchmesser von 14 Metern und einer Höhe von 7 Metern, die die neue Attraktion des Panoramas beherbergen sollten, das 1787 von dem anglo-irischen Maler Robert Barker erfunden wurde und darin bestand, von einer zentralen Plattform aus ein Gemälde in 360°-Richtung zu betrachten.
Im Jahr 1807 wurden die Gärten des Hôtel erneut beschnitten, um das vom Architekten Jacques Cellerier errichtete Théâtre des Variétés zu bauen. 1829 verlängerte Achille Pène, dem ein Teil des Geländes gehörte, die Rue Vivienne bis zu den Grands Boulevards und amputierte dafür ein Stück des Hôtel. Die Rotunden des Panoramas wurden 1831 abgerissen und ein großes Immobilienprojekt unter der Leitung des Architekten Jean-Louis Victor Grisart begonnen, das die Schaffung der Galérie Saint-Marc, der Galérie des Variétés, Galérie de la Bourse, Galérie Feydeau und der Galérie Montmartre sowie einiger angrenzender Gebäude auf der Seite der Rue Vivienne ermöglichte. Seit 1834 befindet sich im nördlichen Teil des ehemaligen Hôtel die denkmalgeschützte Boutique Stern.

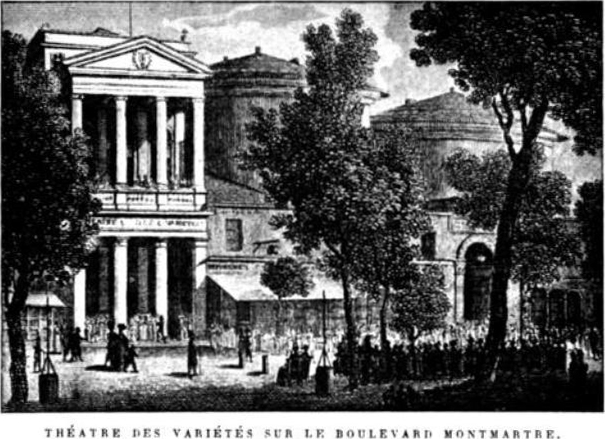
Das Théâtre des Variétés 1821

Die Seitenfassade des Hôtels in der Rue Vivienne Nr. 36 wurde zwar von Grisart neu verkleidet, hob sich aber durch ihre majestätischen Proportionen von den umgebenden bürgerlichen Gebäuden ab.
Der Duc d’Orléans, Sohn von König Louis-Philippe I., richtete in den Salons des Hôtel seinen Privatkreis ein, in dem nach seinem Tod 1842 ein Café eingerichtet wurde.

### 20. Jahrhundert
1929 wurden der südliche Teil der Passage, einige Überreste des Hôtels und der ursprüngliche Eingangsvorbau in der Rue Saint-Marc abgerissen, um ein großes Büro- und Wohngebäude zu schaffen. „An manchen Stellen kann man von einer Seitengasse aus das Gerippe des aristokratischen Hauses erahnen.“